# Solace of You
Solace of You is een nummer van de Amerikaanse rockband Living Colour uit 1991. Het is de derde single van hun tweede studioalbum Time's Up.
Het nummer flopte in Amerika, maar werd wel een mager succesje in het Verenigd Koninkrijk, Australië en Nederland. In de Nederlandse Top 40 bereikte het een bescheiden 27e positie.